# پانچفو
پانچفو (به صربی: Панчево) شهری در استان خودمختار وویوودینا کشور صربستان است که جمعیت آن در سال ۲۰۰۶ میلادی ۷۵٫۶۵۰ نفر بوده‌است.

## جستارهای وابسته

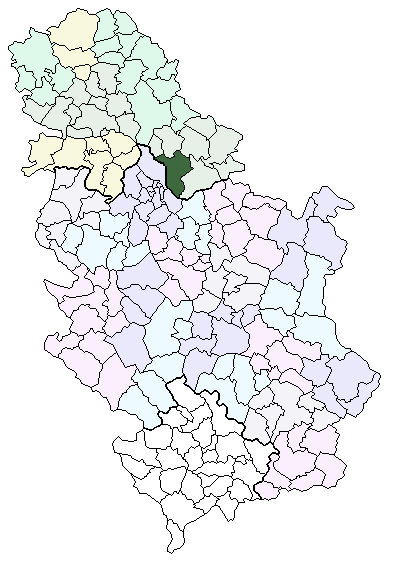